# Luigi Pelloux

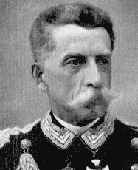
Luigi Pelloux.

Luigi Gerolamo Pelloux (La Roche-sur-Foron, 1 maart 1839 - Bordighera, 26 oktober 1924) was een Italiaans generaal en politicus.

## Levensloop
Hij werd geboren in de regio Savoye en trad toe tot het leger. In 1857 werd hij luitenant van de artillerie en in 1870 brigadecommandant. In 1881 werd hij verkozen in de Italiaanse Kamer van Afgevaardigden en dit tot in 1895. Hij vertegenwoordigde Links. In 1896 werd hij chef van de generale staf. Van 1891 tot 1893 was hij tevens minister van Oorlog in de regeringen van Antonio Starabba en Giovanni Giolitti en in december 1896 werd hij dit opnieuw en dit tot in december 1897.
In mei 1898 werd hij koninklijk commissaris in Bari en in juni 1898 werd hij door koning Umberto I belast om een regering te vormen. Ook werd hij minister van Binnenlandse Zaken. In mei 1899 nam hij ontslag wegens zijn Chinese politiek, maar vormde een nieuwe regering die erg militair en conservatief was. 
Na revoluties in Zuid-Italië kwam er een Openbare Veiligheidswet waarbij stakingen illegaal werden gemaakt, openbare vergaderingen en subversieve organisaties werden verboden, de verbanningsstraf werd opnieuw ingevoerd en er kwam controle voor de pers. De Socialistische Partij was het daarmee oneens, net zoals Links en Extreem Links. Hierdoor schreef Pelloux in mei 1900 nieuwe verkiezingen uit en in juni nam hij ontslag. In 1901 kreeg hij het commando van het legerkorps van Turijn.